# Rafik Boubker
Rafik Boubker (en arabe : رفيق بوبكر) est un acteur marocain né à Casablanca le 12 mars 1973, qui a commencé sa carrière artistique en 1998 avec le film Taste of Hope. -,.

## Biographie
Il a étudié à l’Institut Federico Fellini de l’université de Turin, en Italie. Il a obtenu un diplôme en études approfondies en communication audiovisuelle,. Il a commencé sa carrière d’acteur avec le film The Grammys of Haji Akhtar al-Soldi (ar) en 2001,.
Rafik Boubker  a commencé sa carrière cinématographique en 1994 en jouant dans le film Les Amis réalisé par Hassan Benjelloun. Depuis lors, il a joué dans de nombreux films marocains et internationaux, tels que L'Orchestre des aveugle, Les Yeux secs et Tahaan.
Boubker est connu pour son jeu d'acteur polyvalent et sa capacité à incarner une variété de personnages différents. Il a remporté plusieurs prix pour son travail, notamment le Prix du Meilleur Acteur au Festival International du Film de Dubaï en 2010 pour son rôle dans Le Regard.
En plus de sa carrière d'acteur, Boubker est également réalisateur et a dirigé plusieurs courts métrages. Il est également très engagé dans des causes sociales et a travaillé avec des organisations caritatives pour aider les enfants en situation difficile au Maroc.
Boubker est une figure importante de l'industrie cinématographique marocaine et est considéré comme l'un des acteurs les plus talentueux de sa génération. Son travail a contribué à faire connaître la culture marocaine à l'échelle mondiale et a ouvert la voie à une nouvelle génération d'acteurs et de réalisateurs marocains.

## Filmographie

### Cinéma
- 1998 : Taste of Hope de Mostafa Derkaoui;
- 2001 : The Grammys of Hadj Mokhtar Soldi (ar) ;
- 2002 : A cavallo della tigre de Carlo Mazzacurati
- 2003 : Class 8 (ar)[7] ;
- 2003 : Noura (ar) ;
- 2006 : L'histoire de Zeroual (ar) de Mohamed Atifi[8] ;
- 2006 : La Symphonie marocaine : de Kamal Kamal [9] ;
- 2006 : Al Hay Al Khalfi (ar)[10],[11] ;
- 2006 : Salem & Souilem (ar)[12] ;
- 2007 : Les Anges de Satan : de Ahmed Boulane ;
- 2007 : Les Cœurs brûlés :  ;
- 2007 : Al Regraguia (ar)[13] ;
- 2007 : Histoire d'un lutteur mchaouchi ;
- 2007 : Awlad Lablad (ar) (Les gars du Bled) de Mohamed Ismaïl[14] ;
- 2009 : EX-Shamkar de Mahmoud Frites [15] ;
- 2010 : Rakasss (ar), Arrakass ou Al-Raqqas d'Az el arab el Alaoui[16] ;
- 2010 : Schizophrénie (ar) de Brahim Chkiri[réf. nécessaire] ;
- 2012 : ZERO de Nour-Eddine Lakhmari[17] ;
- 2012 : Road to Kabul : de Brahim Chkiri ;
- 2013 : Sotto Voce (ar)[18],[19] ;
- 2018 : Cambodia de Taha Ibn Slimane[20] ;
- 2019 : Kebrou ou Mabghawch Yakhwiw Dar (ar) de Nourredine Dougna[21],[22] ;
- 2020 : 30 millions (ar) de Rabii Shajid[23].
- 2021 : Bye Bye la France

### Télévision
- 2002 : Oueld Al Hamria (ar) (Oueld Al-Hamriya) d'Adil El Fadili[24],[25] ;
- 2006 : Ras El Khayt (ar)[26],[27] ;
- 2010 : Abou Amal (Le père d’Amal) d'Hicham Aayne Al Hayat[28] ;
- 2014 : Al-Mahibah Al-Zayda (ar) d'Ibrahim Shugairi[29].